# Hästhagsberget
Hästhagsberget är ett naturreservat i Bollnäs kommun i Gävleborgs län.
Området är naturskyddat sedan 2000 och är 16 hektar stort. Reservatet omfattar toppen och mark nordväst om berget och består av blandskog på toppen och grandominerad sumpskog längre ner. 